# Hörmannsdorf (Parsberg)
Hörmannsdorf (bairisch: Hirmersdorf) ist ein Gemeindeteil der Stadt Parsberg im Landkreis Neumarkt in Bayern.

## Lage
Das Pfarrdorf Hörmannsdorf liegt rund 5,7 Kilometer nordöstlich von Parsberg.

## Geschichte
Funde in der Umgebung von Hörmannsdorf belegen eine frühzeitliche Besiedelung bereits in der Bronzezeit.
Der frühere Name Hermarsdorf wird als Dorf des Hermar oder Harimar gedeutet. Hörmannsdorf wurde erstmals im Jahr 1218 urkundlich erwähnt. Am 12. Dezember 1218 trat Pfarrer Hermann von Hermarsdorf als Zeuge in einem Streit zwischen Pfarrer Heinrich von Oberweiling und dem Kloster Kastl über das Besetzungsrecht für Geroldsee auf (StA Amberg, Kloster Kastl, Urkunden 12). Hörmannsdorf gehörte später in Teilen zum Herrschaftsgebiet der Herren von Parsberg. Im 15. Jahrhundert waren daneben auch die Herren von Stauf zu Ehrenfels dort begütert.
Folgt man den Regesten des Bistums Eichstätt (Heidingsfelder), so wurde die Kirche in Rudenshofen als Filiale von Hörmannsdorf zwischen 1057 und 1075 von Bischof Gundekar II. von Eichstätt geweiht (Regeste Nr. 251). Die erste Hörmannsdorfer Kirche dürfte danach älter sein und eventuell bereits aus dem 10. Jahrhundert stammen.
In einem Gerichtsbrief des Burglengenfelder Landrichters Stephan Pertoldshofer aus dem Jahre 1409 wurde ein Streit zwischen Werner von Parsberg und Altman Kemnather zu Lutzmannstein um das Patronat über die Kirche und um den Besitz des Widengutes in Hörmannsdorf entschieden. Da die Kirche zu Parsberg gehöre, sei der Parsberger rechter Vogt-, Gerichts- und Eigenherr. Von den Besitzern Lutzmannsteins wurde dieses Urteil jedoch nicht akzeptiert.
Mit der Einführung der Reformation in Pfalz-Neuburg erhielt Hörmannsdorf im Jahr 1547 erstmals einen evangelischen Pfarrer, dies blieb so bis zum Jahr 1616. Am 10. April 1591 wurde Hörmannsdorf bei einer Feuersbrunst fast vollständig zerstört, lediglich der neu erbaute Kirchturm und zwei kleinere Anwesen konnten vor dem Feuer gerettet werden. 1628 verpflichtete Parsberg die Pfarrer von Hörmannsdorf, Darshofen und See, mit der Fronleichnamsprozession nach Parsberg zu ziehen und jährlich eine gemeinsame Wallfahrt nach Bettbrunn (Landkreis Riedenburg) zu unternehmen.
Im Dreißigjährigen Krieg wurde der Hörmannsdorfer Pfarrhof teilweise zerstört und im Jahr 1697 auf Pfarrgemeindekosten wieder hergerichtet (1775 erneute Reparatur). Das Patronatsrecht über die Pfarrei Hörmannsdorf blieb im Besitz der Herrschaft Parsberg, bis es 1792 mit dem Verkauf der Herrschaft Parsberg durch den Grafen von Schönborn an das Kurfürstentum Bayern gelangte. Zu dieser Zeit bestand das Pfarrdorf aus 17 Anwesen, nämlich aus 5 Höfen, 5 Gütl, 6 Häusl und dem gemeindlichen Hirtenhaus.
Im Königreich Bayern (1806) wurden zunächst Steuerdistrikte aus jeweils mehreren Orten gebildet, darunter Hörmannsdorf im Landgericht Parsberg mit den Ortschaften Hörmannsdorf, Breitenthal, Holzheim, Kühnhausen, Raisch, Eichensee und Weiherstetten. Im Zuge der Umsetzung des zweiten Gemeindeedikt von 1818 wurde die Ruralgemeinde Hörmannsdorf mit den Ortschaften Hörmannsdorf, Eichensee, Holzheim, Kühnhausen und Weiherstetten gebildet. Die Gemeinde vergrößerte sich zum 1. Januar 1946 um Oedenthurn (vorher Gemeinde Großbissendorf), Raisch (vorher Gemeinde Ronsolden) und erneut um Breitenthal, das zwischenzeitlich Gemeindeteil der Gemeinde Rudenshofen war. Diese Gemeinde wurde im Zuge der Gebietsreform in Bayern am 1. Mai 1978 in die Stadt Parsberg eingemeindet.
Die Kinder der Gemeinde gingen spätestens seit dem 19. Jahrhundert in den Pfarrort Hörmannsdorf zur Schule, wo der Lehrer um 1835 gleichzeitig Mesner und Cantor war.

### Einwohner- und Gebäudezahl des Ortes Hörmannsdorf
- 1836 138 Einwohner, 22 Häuser in „Hermannsdorf“,[13]
- 1861 141 Einwohner, 41 Gebäude in „Hörrmannsdorf“, Kirche, Schule[14]
- 1871 147 Einwohner, 59 Gebäude, im Jahr 1873 mit einem Großviehbestand von 6 Pferden und 117 Stück Rindvieh,[15]
- 1900 183 Einwohner, 32 Wohngebäude,[16]
- 1925 215 Einwohner, 32 Wohngebäude,[17]
- 1937 186 Einwohner,[18]
- 1950 259 Einwohner, 40 Wohngebäude,[19]
- 1987 327 Einwohner, 86 Wohnhäuser, 118 Wohnungen.[20]

### Einwohner- und Gebäudezahl der Gemeinde Hörmannsdorf
- 1861 335 Einwohner, 100 Gebäude in 5 Orten[21]
- 1871 346 Einwohner, 144 Gebäude, 56 Gebäude in 5 Orten, im Jahr 1873 mit einem Großviehbestand von 20 Pferden und 310 Stück Rindvieh,[15]
- 1900 375 Einwohner, 63 Wohngebäude in 5 Orten,[16]
- 1925 426 Einwohner, 62 Wohngebäude in 5 Orten,[17]
- 1937 510 Einwohner (davon 1 Protestant) in 6 Orten,[22]
- 1950 612 Einwohner, 93 Wohngebäude in 8 Orten,[19]

## Sehenswürdigkeiten
- Pfarrkirche St. Willibald: In den Regesten des Bistums Eichstätt (Heidingsfelder Nr. 251) wird die Weihe der Kirche in Rudenshofen durch Bischof Gundekar II. zwischen 1057 und 1075 als Filialkirche von Hörmannsdorf erwähnt. Vorgängerkirchen der heutigen bestanden daher möglicherweise bereits im 10. Jahrhundert. Elisabeth von Parsberg, Witwe von Hans Georg von Parsberg zu Hirschling († 1587) ließ die Kirche St. Willibald nach dem Brand von 1591 mitsamt dem Pfarrhaus wiederaufbauen.[23] Ihr heutiges Aussehen erhielt die Kirche durch einen Neubau im Jahre 1897 nach dem Abriss des Kirchenschiffes im Vorjahr.[24] Dabei blieb der durch den Brand beschädigte Turm aus der Zeit der Gotik erhalten und ist heute der älteste Teil der Kirche. Eine bei dem Brand erhaltene Glocke mit gotischer Inschrift zählt zu den ältesten Denkmälern Hörmannsdorfs.[25][26] Eine Heiligenfigur auf dem linken Seitenaltar stellt vermutlich den Hl. Leonhard dar und dürfte aus der Zeit um 1500 stammen. Der Hochaltar stammt aus der um 1730 umgebauten Stiftskirche von Rebdorf bei Eichstätt, ebenso die 1904 aufgestellten Seitenaltäre, die zwischenzeitlich in Böhmfeld St. Bonifatius standen. 1903 kam eine neue Orgel in die Kirche, 1904 ein neues Altarbild St. Willibald.[27]
- In der Liste der Baudenkmäler in Parsberg sind für Hörmannsdorf zwei Baudenkmäler aufgeführt.

## Persönlichkeiten
- Maximilian Roider (1877–1947), Bildhauer, Steinmetz und Porträtist, wurde in Hörmannsdorf geboren